# Droogbos

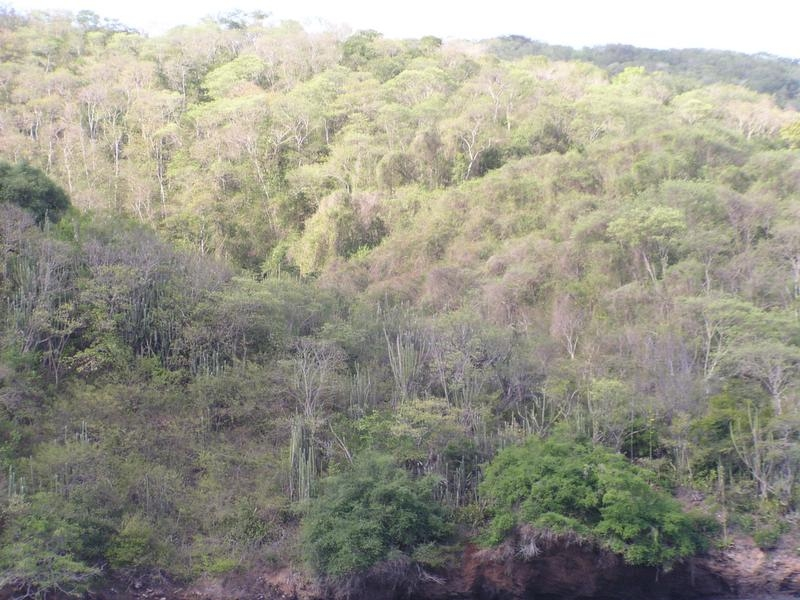
Droogbos op Trinidad.

Een droogbos is een bebost ecosysteem dat voorkomt in tropische gebieden waar sprake is van een duidelijk droog en nat seizoen. Dit bostype komt onder meer voor langs de Pacifische kust van Midden-Amerika, het noorden van Zuid-Amerika, India en oostelijke delen van Indonesië.
De droogbossen verschillen naast de hoeveelheid neerslag ook in opbouw van de regenwouden. In het regenwoud staan de bomen dicht op elkaar met een grotendeels gesloten bladerdak als gevolg, terwijl in het droogbos minder bomen staan waardoor zonlicht kan doordringen tussen de bomen met een dichtere begroeiing met struiken, kruidachtige planten en grassen als gevolg. Droogbossen vormen de overgang tussen de regenwouden en de savannes.
Tijdens de droge periode verliezen veel van de bomen en struiken in het droogbos hun bladeren. Afhankelijk van het seizoen zijn de bossen droog, dor en kaal, in volle bloei met gele, witte of roze bloesem of juist uitbundig groen. De bomen worden gemiddeld niet hoger dan vijftien meter. De planten zijn aangepast aan lange perioden van droogte en warmte. Om verdamping te beperken bezitten tal van planten aangepaste bladeren met een uiterst klein oppervlak. 